# The Vat of Acid Episode
"The Vat of Acid Episode" er den ottende episode den fjerde sæson af Adult Swims tegnefilmserie Rick and Morty. Den er skrevet af James Siciliano og instrueret af Jacob Hair, og afsnittet havde premiere den 17. maj 2020.
Rick og Morty møde smed nogle gangstere for at gennemføre en handel, der går galt, og de må få det til at se det ud som om de dør ved at kaste sig i et falsk syrebad. Morty brokker sig over Ricks ide, og får Rick til at lave en opfindelse, der kan lave "savepoints" i det virkelige liv, så man altid kan gå tilbage, hvis noget går galt.
Afsnittet blev godt modtaget og det blev set af ca. 1,26 mio. personer ved første visning.
Afsnittet vandt Primetime Emmy Award for Outstanding Animated Program, for anden gang i seriens historie.